# Hadal
Hadal (grč. Had) je životno područje dubokomorskih jaraka koji ispresijecaju abisalnu ravnicu, a obuhvaćaju dubine od 6.000 do 10.924 metara (posljednji podatak govori o čak 11.034 metara), što je najveća oceanska dubina, a nalazi se na južnom kraju Marijanske brazde.
Životinjskih vrsta je malo. Ekstremni uvjeti otežavaju preživljavanje.
O Hadalu se vrlo malo zna jer je vrlo slabo istraženo poručje. Više je ljudi bilo na Mjesecu nego u hadalnoj zoni. Prvima je to uspjelo 23.siječnja 1960. Donu Walshu i Jacquesu Piccardu koji su se spustili na dno Marijanske brazde u podmornici Trieste. 